# اوربانا (کومونه)
اوربانا (به ایتالیایی: Urbana) یک کومونه در ایتالیا است که در استان پادووا واقع شده‌است. اوربانا ۱۷ کیلومتر مربع مساحت و ۲٬۱۹۱ نفر جمعیت دارد.